# Andre Gingrich
Andre Gingrich, född 12 september 1952 i Wien, är en österrikisk etnolog och antropolog. Sedan 1998 är han professor vid institutionen för kultur- och socialantropologi vid universitetet i Wien.
Gingrich invaldes 2007 som utländsk ledamot av Kungliga Vetenskapsakademien.